# Кристоф Фугер фон Кирхберг-Вайсенхорн
Кристоф Фугер фон Кирхберг-Вайсенхорн (на немски: Christoph Fugger von Kirchberg-Weissenhorn; * 11 ноември 1566; † 29 декември 1615 в Аугсбург) от линията „от Лилията“ (фон дер Лилие) на род Фугер-Кирхберг-Вайсенхорн е господар на Кирххайм, Гльот, Микхаузен, Щетенфелс, Матзис (в Тусенхаузен).
Той е вторият син на търговеца фрайхер Ханс Фугер фон Кирхберг-Вайсенхорн фон дер Лилие (1531 – 1598) и съпругата му фрайин Елизабет Нотхафт фон Вайсенщайн († 1582), дъщеря на Себастиан Нотхафт, господар на Вайсенщайн († сл. 1564) и Фелицитас фон Паумгартен. Племенник е на Маркус Фугер († 1597) и внук на банкера Антон Фугер († 1560). Брат е на граф Маркс Фугер фон Кирхберг-Вайсенхорн (1564 – 1614) и на Якоб Фугер (1567 – 1626), епископ на Констанц (1604 – 1626).
През 1507 г. Фугерите купуват графството Кирхберг и господството Вайсенхорн.
Кристоф Фугер фон Кирхберг-Вайсенхорн умира на 49 години на 29 декември 1615 г. в Аугсбург, Швабия и е погребан в църквата „Св. Улрих“, Аугсбург. Децата му са издигнати на графове.

## Фамилия
Кристоф Фугер фон Кирхберг-Вайсенхорн се жени на 11 март 1589 г. в Аугсбург за графиня Мария фон Шварценберг (* 15 септември 1572; † 5 декември 1622 в Аугсбург), единствена дъщеря на граф Ото Хайнрих фон Шварценберг-Хоенландсберг (1535 – 1590) и втората му съпруга Катарина фон Фрундсберг (1530 – 1582). Те имат 4 деца: 
- Йохан Ернст Фугер (* 24 юли 1590 в Щетенфелс; † 1639), граф на Кирхберг-Вайсенхорн, господар на Гльот, Щетенфелс, Болвайлер, женен на 20 февруари 1612 г. в Мьорзберг за фрайин Маргарета фон Болвайлер († 23 април 1658). Той има 10 деца.
- Ото Хайнрих Фугер (* 12 януари 1592; † 12 октомври 1644), граф на Кирхберг-Вайсенхорн, женен I. на 29 октомври 1612 г. за Анна Маршал фон Папенхайм († 1616), II. на 10 септември 1618 г. в Цайл за фрайин Мария Елизабет фон Валдбург († 1660). Той има 16 деца.
- Мария Фугер (* 17 април 1594; † 22/27 март 1635), омъжена I. на 18 октомври 1615 г. в	Мерзебург за граф Хиронимус Фугер фон Кирхберг-Вайсенхорн (1584 – 1633), II. 1634 г. за Паул цу Шпаур и Флавон
- Конрад Фугер (* 1597; † 1598)

- Дворецът в Микхаузен
- Замъкът Щетенфелс
- Дворецът Гльот
- Дворецът в Матзиз
- Градският палат Фугер в Аугсбург